# Albert Gallatin Hawes
Albert Gallatin Hawes (* 1. April 1804 bei Bowling Green, Caroline County, Virginia; † 14. März 1849 bei Yelvington, Kentucky) war ein US-amerikanischer Politiker. Zwischen 1831 und 1837 vertrat er den Bundesstaat Kentucky im US-Repräsentantenhaus.

## Werdegang
Albert Hawes entstammte einer bekannten Politikerfamilie. Sein Bruder Richard Hawes (1797–1877) war zwischen 1837 und 1841 Kongressabgeordneter und während des Bürgerkrieges von 1862 bis 1865 konföderierter Gegengouverneur von Kentucky. Aylett Hawes (1768–1833), der zwischen 1811 und 1817 den Staat Virginia im US-Repräsentantenhaus vertrat, war sein Onkel. Albert Hawes war auch ein Großonkel von Harry B. Hawes (1869–1947) der zwischen 1921 und 1933 für den Staat Missouri in beiden Kammern des Kongresses saß. Außerdem war er ein Cousin von Aylett Hawes Buckner (1816–1894), der ebenfalls Missouri im Kongress vertrat.
Im Jahr 1810 kam Albert Hawes mit seinen Eltern nach Kentucky. Die Familie ließ sich im Fayette County nahe Lexington nieder. Dort besuchte er die öffentlichen Schulen. Später studierte Hawes an der Transylvania University in Lexington. Danach zog er in die Nähe von Hawesville im Hancock County, wo er in der Landwirtschaft arbeitete. Außerdem begann er als Mitglied der Demokratischen Partei eine politische Laufbahn.
Bei den Kongresswahlen des Jahres 1830 wurde Hawes im elften Wahlbezirk von Kentucky in das US-Repräsentantenhaus in Washington, D.C. gewählt, wo er am 4. März 1831 die Nachfolge von Thomas Chilton antrat. Zwei Jahre später wurde er im zweiten Distrikt erneut in den Kongress gewählt. Dort folgte er am 4. März 1833 auf Thomas Alexander Marshall. Nach einer weiteren Wiederwahl konnte er bis zum 3. März 1837 insgesamt drei Legislaturperioden im Kongress absolvieren. Seit dem Amtsantritt von Präsident Andrew Jackson im Jahr 1829 wurde innerhalb und außerhalb des Kongresses heftig über dessen Politik diskutiert. Dabei ging es um die umstrittene Durchsetzung des Indian Removal Act, den Konflikt mit dem Staat South Carolina, der in der Nullifikationskrise gipfelte, und die Bankenpolitik des Präsidenten. Während seiner Zeit im Repräsentantenhaus war Hawes Vorsitzender des Ausschusses zur Kontrolle der Ausgaben des Postministeriums.
Nach seiner Zeit im Kongress betätigte sich Albert Hawes wieder in der Landwirtschaft. Er starb am 14. März 1849 nahe Yelvington.